# Naxioides
Naxioides is een geslacht van kreeftachtigen uit de klasse van de Malacostraca (hogere kreeftachtigen).

## Soorten
- Naxioides carnarvon Griffin & Tranter, 1986
- Naxioides cerastes (Ortmann, 1894)
- Naxioides hirtus A. Milne-Edwards, 1865
- Naxioides inermis Bouvier, 1915
- Naxioides investigatoris (Alcock, 1895)
- Naxioides robillardi (Miers, 1882)
- Naxioides taurus (Pocock, 1890)
- Naxioides teatui Poupin, 1995
- Naxioides tenuirostris (Haswell, 1880)
- Naxioides vaitahu Poupin, 1995